# Léon Lang
Pour les articles homonymes, voir Lang.
 (mai 2016).
Si vous disposez d'ouvrages ou d'articles de référence ou si vous connaissez des sites web de qualité traitant du thème abordé ici, merci de compléter l'article en donnant les références utiles à sa vérifiabilité et en les liant à la section « Notes et références ».
Léon Lang est un dessinateur, lithographe et artiste peintre français, né le 12 juillet 1899 à Paris et mort le 18 décembre 1983 à Guebwiller.

## Biographie
Léon Michel Lang naît le 12 juillet 1899 dans le 5e arrondissement de Paris, fils d’Alfred Abraham Lang et de Claire Bloch. De retour de la première Guerre mondiale, où il est engagé volontaire en 1917, il devient l'élève de Léon Weiss, Charles Guérin et Bernard Naudin, et fréquente l’École des beaux-arts de Paris comme élève de Charles Albert Waltner.
Membre fondateur en 1928 (avec Yves Alix, Amédée de La Patellière et Robert Lotiron) de la Jeune Gravure contemporaine, Léon Lang pratique principalement la lithographie et plus spécialement la chromolithographie : il produit plus de 200 pièces. Il épouse en 1930 Jacqueline Verly, autrice et illustratrice de livres pour la jeunesse. En 1945, le couple quitte Paris où ils habitent depuis avant leur rencontre — hormis un séjour à Lons-le-Saulnier où ils trouvent refuge pendant la guerre — pour s’installer à Mulhouse avec leur fille Brigitte.
Installé à Mulhouse en 1945, Léon Lang exerce une influence considérable sur la vie artistique locale. Il est membre du groupe AIDA, de « Art Contemporain »[Quoi ?] à Mulhouse et du Salon d'automne. En 1946, il crée une société d'amateurs, la Société Godefroy Engelmann, dont le but consiste à éveiller l'intérêt pour des œuvres graphiques de qualité aussi bien dans le cercle des amateurs d'art et des collectionneurs qu'auprès du grand public. Cette Société organise avec la bibliothèque municipale de Mulhouse une cinquantaine d'expositions depuis 1950, et cette activité est à l'origine de la création du Cabinet des estampes qui compte aujourd'hui plus de 5 000 pièces.[réf. souhaitée]
De 1965 à 1977, Léon Lang préside cette association qui rencontre un vif succès. C'est à ce titre qu'il aménage un cabinet graphique à la Bibliothèque de Mulhouse, où il prépare une biennale européenne d'art graphique et organise plusieurs expositions consacrées à des artistes graveurs. 
Il est par ailleurs invité à deux reprises, en 1948 et en 1950, à participer à la biennale de Venise. 
Professeur à l'École municipale des beaux-arts de Mulhouse de 1950 à 1970, il y enseigne l'histoire de l'art et le dessin. Il initie de nombreux artistes dans les années 1950 dont Pierre Andlauer et Robert Simon.
Son œuvre lithographique comprend 200 pièces dont la moitié en couleurs. Ses peintures montrent des paysages, des arrangements floraux et correspondent souvent à la thématique des lithographies. Il en est ainsi de la représentation du Marché aux étoffes à Mulhouse, une manifestation typique de cette ville. Les différents tissus déploient une grande richesse de coloris qui rend compte de l'atmosphère animée de cet événement. La Bibliothèque municipale de Mulhouse conserve l’essentiel de l'œuvre de Léon Lang, près de 200 numéros avec de nombreux états et les tirages de la décomposition des couleurs.
En 1970, il s’installe avec son épouse à Guebwiller où il meurt le 18 décembre 1983. Son épouse Jacqueline Verly meurt le 3 août 1992, à Guebwiller (Bas-Rhin). Une exposition lui a été consacrée à Mulhouse du 18 avril au 9 mai 1970 avec une soixantaine d'estampes exécutées de 1927 à 1969. Des lithographies diverses sont conservées dans collections de musées, cabinets d'estampes en France et à l'étranger.